# Episodi di Dead of Summer
La prima e unica stagione della serie televisiva Dead of Summer, composta da 10 episodi, è stata trasmessa a partire dal 28 giugno 2016 sul canale statunitense Freeform.

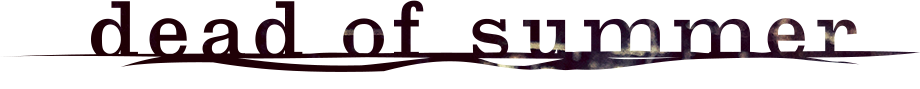
Logo della serie

In Italia la serie è inedita.
| n° | Titolo originale               | Prima TV USA   |
| -- | ------------------------------ | -------------- |
| 1  | Patience                       | 28 giugno 2016 |
| 2  | Barney Rubble Eyes             | 5 luglio 2016  |
| 3  | Mix Tape                       | 12 luglio 2016 |
| 4  | Modern Love                    | 19 luglio 2016 |
| 5  | How to Stay Alive in the Woods | 26 luglio 2016 |
| 6  | The Dharma Bums                | 2 agosto 2016  |
| 7  | Townie                         | 9 agosto 2016  |
| 8  | The Devil Inside               | 16 agosto 2016 |
| 9  | Home Sweet Home                | 23 agosto 2016 |
| 10 | She Talks to Angels            | 30 agosto 2016 |

## Patience
- Titolo originale: Patience
- Diretto da: Adam Horowitz
- Scritto da: Edward Kitsis, Adam Horowitz e Ian Goldberg
- Episodio dedicato a: Amy

### Trama
Durante l'estate del 1989, gli amici d'infanzia e i consulenti del campo raggiungono il campo 3 giorni prima che il campo inizi. I vecchi amici si incontrano di nuovo, per Amy invece è la prima volta al campo e perciò si sente esclusa. Tutti i futuri animatori del campo conoscono la nuova proprietaria, Deb. Amy trova un cervo morto a cui hanno strappato il cuore, e successivamente il custode del campo estivo viene trovato morto. Mentre è nei boschi, Amy visita la cabina del custode con Garrett. Tuttavia Amy viene tormentata da strane visioni, legate alla morte della sua migliore amica, per cui si sente colpevole, poco prima che la cabina prenda fuoco. I due scappano, ma Amy viene attaccata in seguito dai fantasmi. La polizia viene chiamata per intervenire, ma il campo viene comunque aperto, e la vicenda viene tenuta segreta. I flashback mostrano Amy che si trasferisce in una nuova scuola ed incontra la sua compagna di laboratorio, Margo, a cui non piace. Le due alla fine diventano migliori amiche e hanno intenzione di andare a Camp Stillwater insieme. Tuttavia, vanno a una festa in casa, ed arriva la polizia e Margo fugge al piano superiore con Amy. Margo finisce a penzolare dal tetto mentre Amy cerca di aiutarla, il che fa sì che Margo scivoli e cada causandone la morte. Amy va a nuotare con il resto dei campeggiatori del lago; tutti guardano insieme il filmato, che mostra una figura spettrale in piedi alla fine del fiume, prima che la televisione si spenga senza che loro lo sappiano.

## Barney Rubble Eyes
- Titolo originale: Barney Rubble Eyes
- Diretto da: Ron Underwood
- Scritto da: Ian Goldberg
- Episodio dedicato a: Alex

### Trama
I campeggiatori arrivano a Camp Stillwater e rapidamente Alex e Blotter si rendono conto che uno dei ragazzi da sorvegliare, Anton, sarà difficile. Con la tendenza a vagare nel bosco ed a parlare da solo, Alex e Blotter pensano che il timido ragazzino abbia solo un amico immaginario. Ma quando Anton inizia a parlare del "The Tall Man" e del fatto che gli comunica messaggi criptici, iniziano a chiedersi cosa si nasconda nei boschi intorno a Stillwater. Nel frattempo, i flashback mostrano da dove derivi l'atteggiamento "se vuoi qualcosa nella vita, devi prendertela" di Alex, con una serie di visioni legate al suo passato nell'Unione Sovietica e alle parole del nonno «se vuoi veramente qualcosa, prendila!», aforisma su cui si basava la sua vita. Alex inizia una relazione con Amy, ma Anton scompare. Deb giura che uno dei due avrebbe pagato per la scomparsa. Il bambino viene ritrovato. Questo continua però a parlare di un «uomo alto»: la polizia si convince sia uno spacciatore di droga. Alex, per evitare problemi, allora droga Blotter, che viene così considerato colpevole di aver avvicinato l'uomo alto e successivamente cacciato dal campo, per poi essere protagonista di un incontro con qualcuno di non ben precisato proprio alla fine dell'episodio.

## Mix Tape
- Titolo originale: Mix Tape
- Diretto da: Mick Garris
- Scritto da: Edward Kitsis e Adam Horowitz
- Episodio dedicato a: Cricket

### Trama
L'estate ha avuto un inizio difficile per i campeggiatori di Camp Stillwater e una notte in città è una pausa necessaria. Sia Cricket che Jessie vedono il tempo libero come un'opportunità per fare progressi con le loro cazzate, ma quando una di loro si allontana un po' troppo la serata prende una svolta pericolosa. Bloccati a sorvegliare i campeggiatori mentre gli altri sono in città, Blair e Joel usano la serata cinema come un modo per esprimere le loro emozioni. Nel frattempo i flashback mostrano perché Cricke vuole attirare a tutti i costi l'attenzione di Alex, con un piano che comprende scritte offensive nei bagni. Ha una serie di visioni legate al suo passato, soprattutto riguardo al suo peso. Ricorda infatti come il padre aveva promesso amore eterno alla madre, ma successivamente l'aveva beccato con una ragazza magra e bionda. Cricket perde peso, ed Alex inizia a provare interesse per lei. Durante una partita, Amy si reca in acqua per raccogliere la palla; quando ha inizio una tempesta, compare una macchia di sangue nel lago a forma di animale, ed Amy viene colpita da un fulmine.

## Modern Love
- Titolo originale: Modern Love
- Diretto da: Tara Nicole Weyr
- Scritto da: Edward Kitsis e Adam Horowitz
- Episodio dedicato a: Drew

### Trama
Con una serie di sfortunati eventi che affliggono l'inizio dell'estate a Camp Stillwater, Deb decide di fare una festa in maschera per cercare di rialzare il morale. Ma mentre i campeggiatori iniziano i preparativi per la festa, i ragazzi iniziano a confrontarsi sugli strani avvenimenti successi. Con troppe cose strane in atto per essere una coincidenza, Alex, Cricket e Amy sono determinati ad arrivare fino in fondo a ciò che sta accadendo. Mentre la loro indagine si rivolge a Deb, Joel si trova in una situazione difficile. Nel frattempo, i flashback riguardano Drew che viene perseguitato dal suo passato. Drew vede una macchia di sangue nel lago a forma di animale. In particolare ricorda i tempi in cui era una ragazzina e si faceva chiama Andrea, e come sia riuscita a convincere la madre a riconoscerla come maschio. Tutti al campo si ricordano di Andrea, ma solamente Jessie riconosce la ragazza in Drew. Quest'ultimo, spinto dall'amico gay Blair, decide di rivelargli il suo passato e di essere lui Andrea. Blair si allontana. Nel frattempo Amy scopre che il poliziotto è in possesso di un libro con antiche leggende e di una mappa.

## How to Stay Alive in the Woods
- Titolo originale: How to Stay Alive in the Woods
- Diretto da: Norman Buckley
- Scritto da: Erin Maher e Kay Reindl
- Episodio dedicato a: Joel

### Trama
Tutti quanti si recano nei boschi e piantano le tende. Alex cerca ancora invano di convincere Cricket ad avere una relazione, ma lei continua a rifiutarlo. Nel frattempo Joel, tranquillizzati gli amici, inizia una vera relazione con Deb, la proprietaria del campo. Ma Joel comincia ad avere delle visioni che lo perseguitano, legate al fratello Michael, suicidatosi qualche anno prima. Un uomo ripete più volte a Joel di uccidere Amy, altrimenti qualcun altro sarebbe morto. Alla fine Jessie e Garrett scoprono alcune informazioni sulla setta. Joel ha l'opportunità di uccidere Amy, ma non lo fa. La sera tutti i ragazzi, tranne Alex e Cricket, si incontrano attorno al fuoco. Joel rivela di essere disturbato da un uomo; Jessie mostra una foto del capo della setta, ovvero lo stesso uomo che perseguita Joel, e il bambino russo conferma che si tratta dell'uomo alto con cui ha parlato. Le parole dell'uomo si avverano, e poiché Amy non è stata uccisa, qualcun altro muore: infatti alla fine Cricket, mentre si reca a un appuntamento con Alex nel bosco per vedere la luna rossa da soli, viene spinta da un uomo mascherato su una trappola per orsi, e quindi viene uccisa.

## The Dharma Bums
- Titolo originale: The Dharma Bums
- Diretto da: Michael Schultz
- Scritto da: Richard Hatem
- Episodio dedicato a: Deb

### Trama
Il corpo di Cricket viene consegnato ai genitori. L'intero campo è in lutto e viene seppellita una scatola in ricordo della ragazza. Nel 1970 Deb, quando frequentava il campo, aveva una relazione con un ragazzo che si è puntualmente ripresentato spesso nella vita della donna. Proprio per questo lei aveva comprato il campo. L'uomo ritorna, e dopo una serata con la Deb, la invita a prendersi cura dei ragazzi, per evitare altri spiacevoli incidenti come quello di Cricket. Quindi scompare nella nebbia. Nel frattempo i ragazzi danno inizio a una seduta spiritica, dove il corpo di Amy viene usato per comunicare con Cricket, che rivela di essere stata spinta nella trappola, ma quello stesso corpo viene poi usato da una forza demoniaca. Jessie perde il controllo della sua mano che inizia a disegnare su un foglio una stella con uno strano animale nel mezzo, animale della maschera della setta satanica. Sulle punte delle cinque stelle vi sono i numeri dall'uni al cinque in ordine sparso. Il detective Garrett e Jessie si rendono conto che i punti uno e tre combaciano con la morte dell'inserviente e di Cricket. Così si recano al luogo corrispondente al numero due, dove trovano solamente del sangue. Qualcuno seppellisce poi la testa di Blotter vicino alla scatola dedicata a Cricket. Appare chiaro che un'altra morte avverrà presso il punto quattro.

## Townie
- Titolo originale: Townie
- Diretto da: Mairzee Almas
- Scritto da: Ian Goldberg e Richard Hatem
- Episodio dedicato a: Garrett